# Exochaenium baumianum
Exochaenium baumianum är en gentianaväxtart som beskrevs av Schinz. Exochaenium baumianum ingår i släktet Exochaenium och familjen gentianaväxter. Inga underarter finns listade i Catalogue of Life.